# Ramo di mandorlo fiorito
Ramo di mandorlo in fiore o Ramo di mandorlo fiorito  è un dipinto a olio su tela (73.5x92 cm) realizzato dal pittore Vincent van Gogh a Saint Rémy nel 1890. La tela fu un regalo che lo stesso pittore fece al fratello Theo van Gogh e alla moglie Johanna Bonger per la nascita del loro figlioletto, di nome Vincent Willem.

## Storia e descrizione
L'opera è la rappresentazione di un ramo di  mandorlo fiorito, dai petali bianchi, quasi perlacei, che si stagliano in un cielo blu, dalle sfumature turchesi. Come simbolo di vita, van Gogh scelse i rami del mandorlo, uno dei primi alberi in fiore che, nel soleggiato sud, in quel febbraio annunciava l'imminente primavera. La sinfonia dei fiori di mandorlo, creati con delle pennellate spesse, sono eseguiti con gran cura e come è possibile osservare, sembrano catturare lo sguardo dell'osservatore, spostando l'attenzione su questa parte che da una fantastica luce al quadro. I fiori, che sembrano quasi esplodere sui rami, rappresentano un vero e proprio inno alla vita, non solo un simbolo, e dunque sembra proprio che l'artista voglia augurare al nipote solo cose belle. Il grigio, colore dominante dell'inverno, lascia il posto ad un azzurro tenue tipico della primavera, facendo apparire tutto più luminoso e colorato, donando al quadro una sorta di allegria che lo lascia contraddistinguere dal resto della sua produzione artistica. La realtà, osservata con grande attenzione, nel contesto, insieme alla costruzione compositiva dei rami, rappresentati dai colori del verde e marrone e  dei fiori, si traduce in quel verso che l'artista aveva a lungo cercato di pervenire: grafico e apparentemente piatto, ma d'altro canto, ricolmo di un respiro vasto profondo, vitalisissimo e arioso, il che fa percepire una perfetta sensazione di serenità mista ad una gioia emotiva, non a caso la nascita di suo nipote, rappresentava per van Gogh, un vero e proprio momento di gioia: la felicità che esprime in questa tela, non è possibile ritrovarla in nessun'altra opera. L'artista, non ha di certo vissuto una vita facile, come a tutti è noto, eppure la nascita di suo nipote deve aver avuto una valenza particolare all'interno della sua vita e non ha saputo far altro che renderlo noto a chiunque potesse osservarla: osservando l'opera, infatti, le sensazioni da lui provate, pervadono a loro volta, chi la osserva.
Non è uno dei dipinti più noti, quantomeno non è messo al pari di altre opere dell’artista stesso, ma rappresenta, in ogni caso, sia la sua  volontà, in un certo senso, di osservare la realtà e sia di interpretarla alla luce di un preciso pensiero che deriva dalla sua idea dell'arte che mirava a fare.
In questo caso, si ispriava all'arte orientale: l'opera, infatti, fu sicuramente ispirata dalle stampe giapponesi; tutti i nodi e i grovigli dei rami, attraverso l'utilizzo del colore, senza l'utilizzo della prospettiva mantengono quell'eleganza tipica delle stampe in questione. L'opera, probabilmente, fu la prima di una serie che Vincent non riuscì a terminare perché sconvolto da una crisi: ce ne accorgiamo osservando i contorni della pianta non rifiniti (soprattutto nel ramo in primo piano), e da alcune parti rimaste allo stato di abbozzo iniziale (i rametti sottili a sinistra, al centro ed in alto a destra) e fu lui stesso a dichiararlo al fratello Theo, dichiarando di aver dipinto quest'opera con più calma e sicurezza, eppure, il giorno dopo, una crisi, appunto, ebbe la meglio su di sé. 
Dando l'idea di un'imminente primavera, quest'opera sembra essere una metafora: l'idea di un miracolo che ogni anno si rinnova, dando il via a desideri di rinascita e di speranza, alla ripresa della vita, possiamo dire che la bellezza di questo ramo fiorito, in natura, dura purtroppo poco, ma grazie a van Gogh e a quest'opera in particolare, la sua fioritura, rimane un dono eterno.
Il quadro oggi è esposto al Van Gogh Museum di Amsterdam nella sezione 1889-90 Saint Rémy.